# Хирономусы
Звонцы, или хирономусы (лат.  	Chironomus) — род двукрылых насекомых из семейства звонцов.
Звонцы — мелкие (до 12 мм) нежные комары с очень тонкими и длинными ногами, особенно передними. Усики у самцов состоят из 14 члеников, причем последний членик очень длинный (может быть такой длины как все остальные членики вместе взятые). Все членики покрыты длинными густыми волосками. У самок усики 7-члениковые и покрыты короткими волосками. Голени ног часто очень короткие. Первый членик лапок часто очень длинный. Крылья голые или покрытые волосками, могут складываться крышеобразно. Брюшко узкое, длинное, состоит из 8 колец. 
Звонцы появляются обыкновенно в больших количествах, образуя иногда целые тучи или колонны, которые то поднимаются, то опускаются в воздухе. Когда звонцы сидят, то держат передние ноги кверху и постоянно дёргают ими. 
Самки откладывают яйца в воду (текущую или стоячую), окружая их прозрачной слизью (выделение придаточных половых желез) и прикрепляя к подводным частям растений или каких-либо предметов; скопления яиц имеют определенную форму, часто весьма характерную для данного вида, и представляются в виде продолговатых колбасок или лент, в которых продолговатые мелкие яйца расположены правильными рядами. Яйца, обыкновенно, довольно прозрачны и служили объектом многих эмбриологических исследований. Некоторые виды откладывают яйца в сырую землю и в навоз. 
Личинки звонцов, известные в народе под названием мотылей, имеют удлинённое, червеобразное тело кровяно-красного или зелёного цвета, усаженное редко стоящими сильными волосками. Голова продолговатая с более твёрдым хитиновым покровом, резко отделяется от туловища. На ней несколько глазков и хорошо развитые ротовые части жующего типа. На переднем грудном и заднем сегменте брюшка находятся по 2 нерасчлененных отростка, снабженных на конце венчиком хитиновых щетинок. У некоторых видов оба отростка соединены в одно целое. Дыхальца у личинок закрыты, так что они не могут дышать при помощи трахей, а дышат всей поверхностью тела, т. е. обмен газов совершается через тонкий прозрачный хитиновый покров тела. У некоторых видов на брюшной стороне 8-го брюшного сегмента находятся 4 нежных длинных, трубковидных придатка, в которые заходит кровь и которые служат, по всей вероятности, в качестве жабр. 
Личинки звонцов служили многим исследователям удобным объектом для анатомических и гистологических наблюдений, так как многие клетки их тела отличаются крупными размерами: так, например, ядра в клетках слюнных желез могут быть различаемыми простым глазом. Личинки, живущие в воде, строят себе трубкообразный домик из частичек ила и мелких кусочков растений. Они держатся особенно часто на нижней стороне камней и высовывают переднюю часть тела из трубочек. От времени до времени они покидают свой домик и строят новый. 
Пища их состоит из водяных растений (нитчатых водорослей и других) и ила. Окукливание происходит в трубочках. У куколки передняя часть тела булавовидно вздута и голова с сложными глазами и хоботком, ноги и крылья будущего комара ясно обозначены. На переднегруди находится густой пучок нежных серебристых нитей (от присутствия в них воздуха; трахейные жабры). Подобный же меньших размеров пучок находится иногда на заднем конце тела. Перед выходом совершенного насекомого куколки выходят из домиков и поднимаются на поверхности воды, где их кожица лопается, и комар взлетает на воздух. 
Следует отметить интересное явление, наблюдавшееся у видов рода, а именно свечение взрослых насекомых. Это явление наблюдалось неоднократно в различных местностях (в Померании, у Аральского моря, на берегу озера Иссык-Куля, в окрестностях Сарепты и других местах) и относится к различным видам звонцов. В тех случаях, когда такие светящиеся комары были определяемы, то они оказывались обыкновенными видами (Ch. plumosus, Ch. tendens), которые нормально не светятся. Более подробно наблюдалось свечение Ch. plumosus var. intermedius в окрестностях г. Пржевальска, на берегу оз. Иссык-Куля (П. Ю. Шмидт). Светятся как самцы, так и самки ярким и ровным фосфоресцирующим зеленоватым светом (похожим на свет светляков Lampyris) и продолжают светиться в продолжение 3—4 часов после погружения их в крепкий спирт. Светятся все части их тела, даже ножки и усики. Причина свечения до сих пор неизвестна, но, весьма возможно, что здесь играют роль светящиеся микроорганизмы (бактерии), как это доказано для многих светящихся животных. Косвенным образом это подтверждается тем обстоятельством, что светящиеся экземпляры комаров малоподвижны, в противоположность обыкновенным звонцам, и кажутся больными.
Личинки многих видов звонцов, встречаясь иногда в громадных количествах в реках и озерах, служат обильной пищей для различных рыб.